# Cote 112

La Cote 112  (en anglais : Hill 112) est une hauteur dominant la plaine de Caen, située à approximativement 10 km au sud-ouest de Caen, près d'Esquay-Notre-Dame, juste au-dessus d'une jonction routière (D8). Elle fut un lieu de combats majeurs entre les troupes allemandes et les troupes anglo-canadiennes pendant plus de 7 semaines de juin à août 1944.

## Une colline hautement stratégique
La cote 112 était le point culminant de la plaine de Caen entre l’Orne et l’Odon, dominant les deux vallées. De par sa situation lors des combats et surtout le point de vue qu'elle offre sur la région, elle devint une position stratégique. Le maréchal Erwin Rommel déclara à son sujet « la 112, est la clef de la Normandie ».
Les combats qui s'y dérouleront seront acharnés et prendront une tournure analogue à ceux de la Grande Guerre : soldats enterrés dans des tranchées, qui attaquent et contre-attaquent en  subissant de lourdes pertes.

## Bilan humain
Durant la bataille de Caen, il ne faudra pas moins de quatre opérations pour prendre pied sur cette hauteur :  
- À partir du 26 juin avec l'opération Epsom,
- puis l'opération Jupiter,
- l'opération Atlantic,
- jusqu'à l'opération Greenline.

Ce sont ainsi plus de 60 000 soldats anglais contre 40 000 Allemands qui se sont affrontés pour la prise de cette cote et sur une zone très réduite pendant quarante jours. Les troupes alliées engagées (deux corps d’armée britanniques avec six divisions et trois brigades) vont faire perdre la quasi-totalité de leurs chars.
Le bilan humain est difficile à établir compte tenu des opérations préparatoires et de la diversité des unités engagées ; toutefois, il est assuré[évasif] que plus de 7 000 soldats côté alliés furent perdus pour la prise de la cote 112 durant les deux opérations majeures Epsom et Jupiter, peut-être un nombre équivalent côté allemand (à titre d'exemple, la moitié de la 10e division SS Frundsberg fut perdue durant les combats). Les chiffres provenant des rapports de régiments permettent cette approche :    
|                                    | Total pertes alliées | Pertes allemandes |
| ---------------------------------- | -------------------- | ----------------- |
| 26-30 juin, opération Epsom        | 4 000                | 3 000             |
| 10-11 juillet, opération Jupiter   | 3 000                | 4 200             |
| 15-17 juillet, opération Greenline | 3 500                | 2 000             |
| 18-20 juillet, opération Atlantic  | 2 000                | inconnues         |

## Controverses
Lors des combats de l'Opération Epsom, les troupes écossaises, au prix de lourdes pertes avaient réussi à « percer le front » (cf. Saillant des Écossais) et à atteindre le versant Sud de la colline, elles demandèrent alors des renforts. En réponse, le général Bernard Montgomery retira ses troupes et consolida la ligne de front. Après guerre, il déclara avoir été averti par Alan Turing et les décrypteurs d'Enigma qu'une contre-attaque allemande se préparait sur le terrain. Certains historiens et vétérans déclarent au contraire qu'il y avait des carences dans la stratégie et la mise en place de réserves opérationnelles pour cette opération, voire le pusillanime du général Montgomery; sur le terrain, ce fut en tout cas l’incompréhension des deux côtés. 
La cote 112 fut qualifiée de « Verdun de la Normandie » par les Français, ou bien « d'enfer », par les Anglais ou encore de « Calvaire » par les Allemands, or le sujet est souvent occulté. Si après-guerre, le sujet ne fut abordé que par les historiens anglais, il est désormais convenu que cette « bataille pour la cote 112 », qui a concerné plusieurs opérations toutes infructueuses, fut un échec. D'ailleurs cette colline ne sera jamais conquise lors des assauts alliés mais seulement abandonnée par les troupes allemandes le 4 août 1944.

## Monuments et mémoriaux
- Char Churchill Mk VII ;
- Obusier 25 pounder ;
- Mémorial et stèles au lieu-dit la Croix des Filandriers ;
- Statue d'un soldat britannique ;
- Au Bois Calloué, situé sur la crête 112, lieux de recueillement, mémorial et tombes de soldats (comme celle de John Smith [1921-1944] et Helmut Klein [1922-1944] enterrés ensemble).